# Druhý list Janův

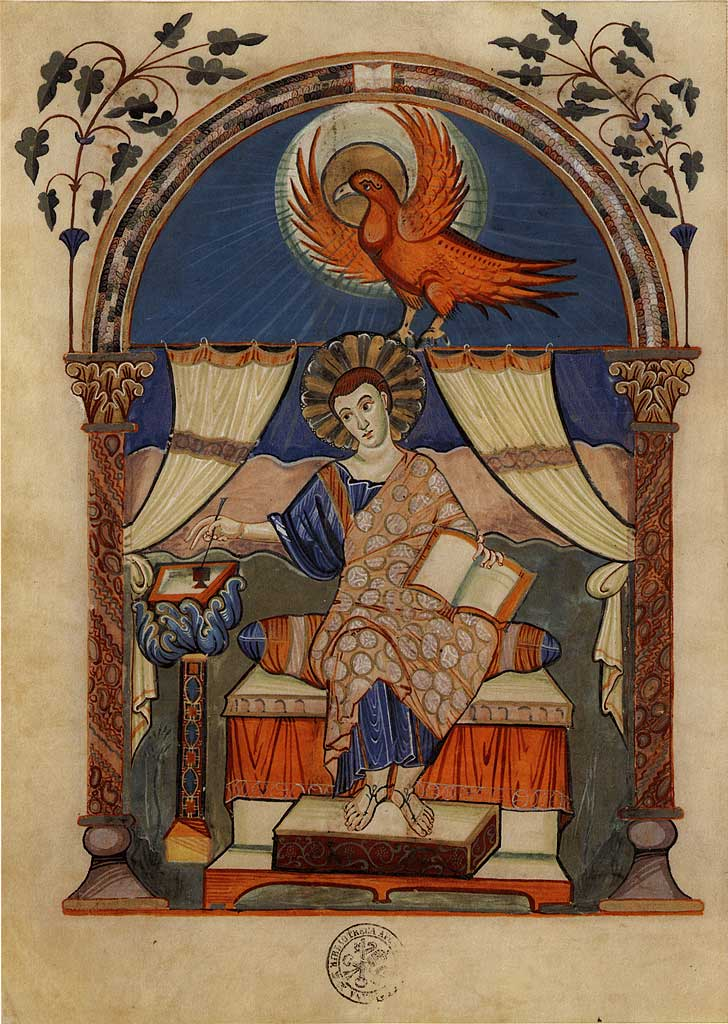
Jan evangelista
Codex aureus, kolem 800.

Druhý list Janův (zkratka 2J) je jeden z tzv. obecných či katolických listů (epištol) a nejkratší kniha Nového zákona, tradičně připisovaná apoštolu Janovi. Byl napsán řecky patrně stejným autorem jako 1J a 3J, a to někdy mezi léty 80 a 130.
Autor se řecky označuje jako presbyteros, tj. starší nebo v pozdější církevní terminologii kněz, a Janovo jméno se v textu nikde nevyskytuje, styl a obsah však v mnohém připomíná Evangelium podle Jana, takže tradice i někteří současní autoři je pokládají za dílo téhož člověka. I současní autoři se shodují v tom, že pochází z Janovy školy a vznikl nejpozději začátkem 2. století. List je adresován „vyvolené paní“, tj. patrně některé církevní obci, a asi polovina veršů se téměř shoduje s verši Prvního listu Janova. List je dobře doložen a citují jej už kolem roku 200 Klement Alexandrijský, Ireneus a Zlomek Muratoriho jako kánonický.

## Citáty
| „        | Já starší píšu vyvolené paní a jejím dětem, které opravdově miluji - a nejen já, nýbrž všichni, kdo poznali pravdu. Píšu kvůli pravdě, která v nás zůstává a bude s námi navěky: Bude s námi milost, milosrdenství a pokoj od Boha Otce i od Ježíše Krista, Syna Otcova, v pravdě a lásce. | “ |
| — 2J 1-3 | |   |